# Jörg Diesch
Jörg Diesch (Friedrichshafen, 29 de setembro de 1951) é um velejador alemão, campeão olímpico. Ele competiu nos Jogos Olímpicos de Verão de 1976 na classe Flying Dutchman e conquistou a medalha de ouro, ao lado de Eckart Diesch.
Diesch já teve sucesso como previsor junto com seu irmão Eckart quando adolescente. Em 1968 e 1969, os dois venceram o campeonato alemão para juvenis. Em 1972 sagraram-se campeões mundiais na classe Shark 24 e mais tarde na Fireball. Os irmãos Diesch sagraram-se campeões alemães em 1975, 1976, 1977 e 1980. Em 1978, Jörg completou seus estudos médicos com doutorado e estabeleceu um consultório ortopédico em Kiel. Junto com Hans-Georg Kauth escreveu o livro de não ficção Regattasegeln.